# Mittenothamnium capillirameum
Mittenothamnium capillirameum là một loài Rêu trong họ Hypnaceae. Loài này được (Müll. Hal.) Cardot mô tả khoa học đầu tiên năm 1913.